# اسکای‌واکر سوند
اسکای‌واکر سوند (به انگلیسی: SkyWalker Sound) یک شرکت در زمینهٔ جلوه‌های صوتی، ویرایش صدا، طراحی صدا و ضبط و بازتولید صدا و زیر مجموعهٔ لوکاس فیلم است. در سال ۱۹۷۵ این شرکت در لوکاس ولی کالیفرنیا تأسیس شد.